# Karl Volk
Karl Volk (Schowkwa, 1º aprile 1896 – New York, marzo 1961) è stato un politico e giornalista tedesco. Fu un combattente della resistenza tedesca contro il nazismo.

## Biografia
Lavorò a tempo pieno come funzionario del Partito Comunista di Germania (KPD). Dal 1923 al 1924 fu il leader politico del KPD regionale della Bassa Sassonia e durante la rivolta di Amburgo agì come commissario politico. Dopo un breve periodo nello staff del Comintern a Mosca, si trasferì in Germania nel 1924, dove diresse i quotidiani del KPD, Sächsische Arbeiterzeitung a Lipsia e Der Kämpfer a Chemnitz fino al 1925. Nel 1926 divenne capo della centrale KPD in servizio a Berlino.